# Парунашвили, Валериан
Валериан Парунашвили (род. 11 апреля 1968) — советский и грузинский самбист и дзюдоист, серебряный (1990) и бронзовый (1989) призёр чемпионатов СССР по дзюдо, серебряный призёр чемпионата Европы 1993 года по самбо в Турине, чемпион (1991) и серебряный призёр (1993) чемпионатов мира по самбо. По самбо выступал в тяжёлой весовой категории (свыше 100 кг).

## Спортивные результаты
- Чемпионат СССР по дзюдо 1989 года — ;
- Чемпионат СССР по дзюдо 1990 года — ;